# Senecio nublensis
Senecio nublensis là một loài thực vật có hoa trong họ Cúc. Loài này được Soldano miêu tả khoa học đầu tiên năm 1998.